# Acrotona parens
Acrotona parens – gatunek chrząszcza z rodziny kusakowatych i podrodziny rydzenic.

## Taksonomia
Gatunek ten opisany został po raz pierwszy w 1852 roku przez Étienne'a Mulsanta i Claudiusa Reya pod nazwą Homalota parens.

## Morfologia
Chrząszcz o wydłużonym ciele długości od 2 do 2,8 mm. Głowa jest ciemnobrązowa, poprzecznie prostokątna, szersza niż u A. piceorufa, zaopatrzona w dłuższe od skroni, większe i bardziej niż u wspomnianego gatunku wyłupiaste oczy. Czułki są ciemnobrązowe z jaśniejszymi nasadami. Przedplecze i pokrywy są drobno i gęsto punktowane, zazwyczaj jaśniejsze niż głowa. Szerokość przedplecza jest o ⅓ większa niż jego długość. Na całej długości linii środkowej przedplecza włoski kierują się prosto do tyłu. W widoku bocznym niedostrzegalne są boczne części przedpiersia. Kolor odnóży jest żółty. Środkowa para charakteryzuje się drobnymi szczecinkami bocznymi goleni, co najwyżej nieco dłuższymi od ich średnicy. Długość pierwszego członu stóp tylnej pary nie jest większa niż drugiego. Zwężający się ku szczytowi odwłok jest ciemnobrązowy, zwykle z rozjaśnionymi tylnymi krawędziami tergitów, zawsze z jaśniejszą tylną połową tergitu piątego i szóstego.

## Ekologia i występowanie
Owad ten zasiedla lasy liściaste i mieszane. Znajdowany był m.in. pod odstającą korą.
Gatunek palearktyczny. W Europie znany jest z Wielkiej Brytanii, Francji, Belgii, Holandii, Niemiec, Szwajcarii, Austrii, Włoch, Danii, Szwecji, Norwegii, Finlandii, Estonii, Litwy, Polski, Czech, Słowacji, Albanii, Grecji oraz europejskiej części Rosji. W Afryce Północnej notowany jest z Algierii i Tunezji, a w Azji z Kazachstanu.